# Hex-a-Hop
Hex-a-Hop — логическая компьютерная игра. Использует программные компоненты: C, SDL.

## Игровой процесс
В игре несколько уровней с различными по форме мозаичными полями. Поля состоят из множества отличающихся по цвету и свойству шестиугольников.
Игрок перемещает фигурку девушки Эми, которая может находиться одновременно только на одном шестиугольнике. Делая шаг, Эми перемещается на соседний шестиугольник. Когда она сходит с шестиугольника зелёного цвета, этот шестиугольник исчезает с поля. Задача заключается в том, чтобы убрать все шестиугольники зелёного цвета, то есть необходимо найти правильный путь для обхода всех таких фигур и остаться стоять на какой-либо фигуре другого цвета.